# セヌテレジ

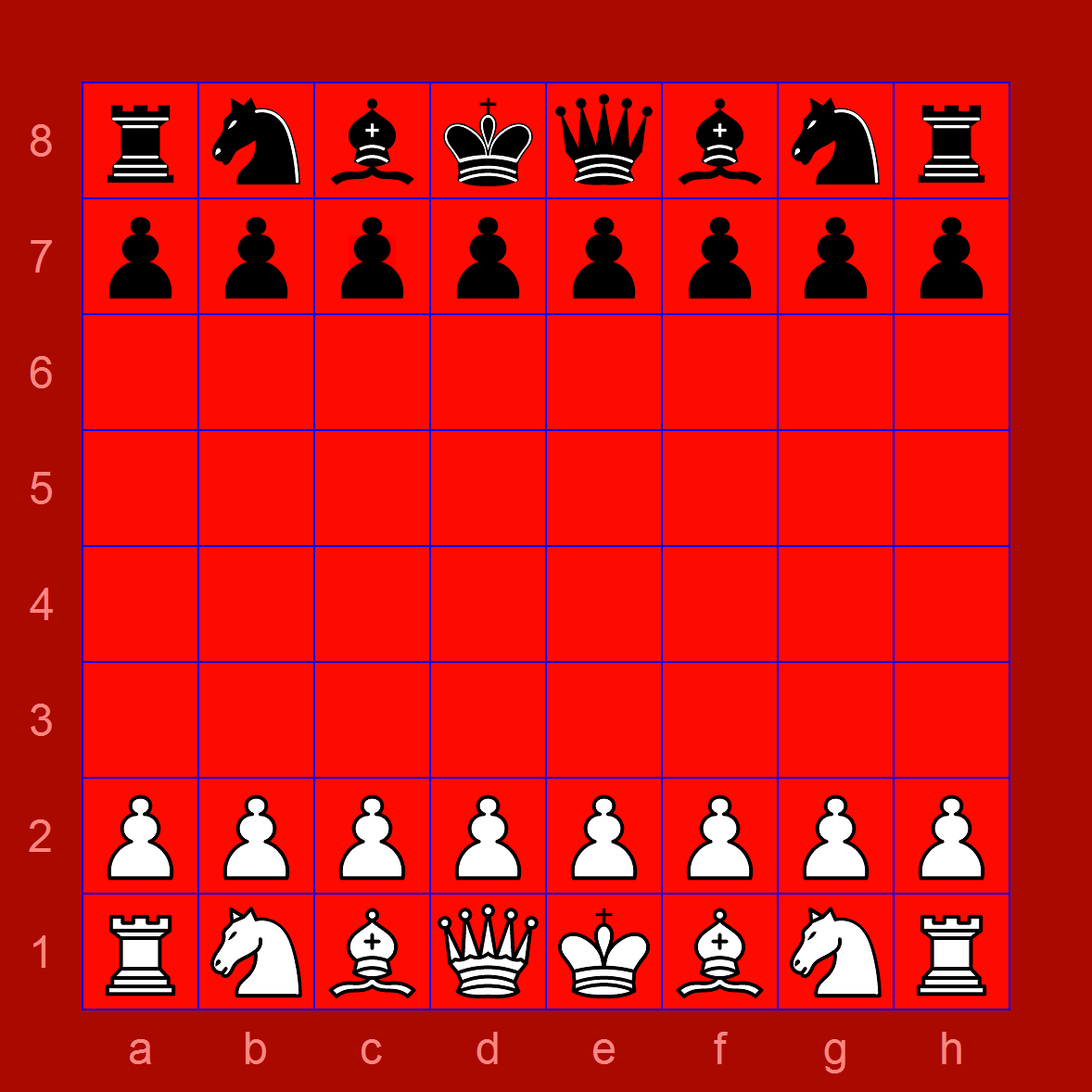
セヌテレジの初期配置。双方の王はferz（将、クイーンで表わされている）の右側にある。

セヌテレジ（アムハラ語: ሰንጠረዥ - sänṭäräj）は、エチオピアで伝統的に行われている将棋類である。セヌテレジはペルシアのシャトランジの最後の生き残りであるとされる。駒の動き、ルールがチェスとは異なる。

## ルール
盤にチェス盤にある様な市松模様はなく、大抵赤い布に黒色か青色の線で升目が描かれている。

### 駒
名称はPankhurst (1971) に従う。
| 名称     | アムハラ語  | ティグリニャ語    | 意味 | 説明 | 対応するチェスの駒 |
| -------- | ----------- | ----------------- | ---- | --- | ------------------ |
| ネグス   | ንጉሠ (negus) | 同じ              | 王   | プレーヤーの視点から中央右側に置かれる。チェスのキングと同様に全方向に一升移動できる。 | キング             |
| フェルズ | ፍርዝ (ferz)  | 同じ              | 将   | 王の左に置かれる。斜め方向に一升移動できる（移動は全方向可能だが、相手の駒を取るのは斜め方向のみとする文献もある。地域によって変則ルールがあるかもしれない）。                                                                                            | フェルズ           |
| セベ     | ሰብአ (säbä)  | 同じ              | 人   | 王と将の両隣に置かれる。シャンチーの象と同様に斜め方向に二升移動できる。 | アルフィル         |
| フェレス | ፈረስ (färäs) | ፈረሰይና (färäsäyna) | 馬   | 象の隣に置かれる。動きはチェスのナイト（八方桂）と同じ。 | ナイト             |
| デル     | ድር (der)    | ዲር (dir)          | 砦   | 両方の角に置かれる。動きはチェスのルーク、将棋の飛車と同じ。 | ルーク             |
| メデク   | ሜዴቅ (médéq) | 同じ              | 歩兵 | 2列目に並べられる。歩兵は前方へ一升移動でき、斜め前の駒を取ることができる。最初に二升移動することはできない。したがって「アンパッサン」はない。歩兵は敵陣の最後列に到達すると、将に成ることができる（ある文献では、既に失った駒のいずれかと交換できる）。 | ポーン             |

### 対局
セヌテレジでは、相手の手番を待つことなく同時に指し始める。最初に駒が取られるまでの局面を「werera」（出撃）と呼ぶ。双方の対局者は相手が何手指したかを気にすることなく、好きなように何度でも駒を動かすことができる。この局面の間、対局者は互いの手を見て、自分の手を撤回したり、他の手に変えたりする。最初に駒が取られた後は交互に指す。
詰み（チェックメイト）に関するルールや慣習は膨大である。戦車あるいは馬で止めを刺すのは非芸術的であると見なされていた。将あるいは象で止めを刺すのはより上品であるとされる。歩兵の組み合わせによるものはより称賛に値する。全ての駒（歩兵は含めない）を剥がされた王は詰ますことができない。一つの駒のみ（歩兵は含めない）で守られている王は7回移動する間に詰まさなければならない。